# Georg Tschierske
Georg Tschierske (1699 – 1753 i Plön) var en tysk-dansk havearkitekt. Fader til Georg Dietrich Tschierske.
Han var havearkitekt hos hertug Frederik Carl af Slesvig-Holsten-Sønderborg-Plön først i Nordborg og senere i Plön fra 1729. Slotsforvalter i Plön fra 1739.
Han er begravet på Altstädter Friedhof i Plön.

## Værker
- Slotshaven i Plön (påbegyndt 1730)
- Slotshaven i Traventhal (påbegyndt i 1730'erne efter færdiggørelsen af Plön)
- Haven i Rixdorf (1745)